# 第一吉田丸
“第一吉田丸”（日语：第一吉田丸）是1919年在日本浅野造船所竣工，由山下汽船拥有并运营的一艘货船。太平洋战争时期，这艘船被日本陆军征用，1944年加入竹一船团后被美国海军潜艇击沉，造成2500多人死亡。

## 建造
本船是在第一次世界大战期间的船舶特别需求中，由位于横滨市鹤见的浅野造船所建造的。它是浅野造船所内载货重量8500吨级，称为B型船的一种货物船。其基本结构是当时货物船普遍采用的三岛型（建有船艏楼、中央楼和船艉楼的船体），船体中央配置了一座船桥和一根烟囱。主轮机为神户制钢所制造的三胀往复式发动机，主锅炉为石川岛造船所制造的燃煤锅炉。
这种B型船的设计略小于“白鹿丸”为首艘船的大型货船（11500载重吨级），浅野造船厂当时将其称为A型船。A型船因其适合军事运输而被出口，而B型船则受到普通船运公司的好评。为此，浅野造船所在四年内开工建造了包括本船在内的23艘同型船，浦贺船渠也建造了同型船“香洋丸”。然而在同型船还在建造期间，随着第一次世界大战结束，对船舶的需求也急剧下降，海运和造船行业随之陷入不景气。由于这一原因，浅野造船所建造的第24艘同型船“寿洋丸”的建造进展缓慢，耗时5年5个月才完成。此外，许多船只成为过剩库存，其中10艘同型船被浅野造船所的关联公司东洋汽船接收。剩余不少同型船也被国际汽船接收，以运营这些过剩的船舶。

## 营运
竣工后的“第一吉田丸”由山下汽船作为船主运营。山下汽船和其他的日本船运公司不同，通常并不长期保有旗下运营的船只。例如在1903年到1933年期间，这家公司旗下所有51艘船中，有27艘在籍期间不超过5年就被放出。然而第一吉田丸在山下汽船旗下长达24年3个月。
太平洋战争时，“第一吉田丸”被日本陆军征用，成为军队物资运输船。1944年4月，“第一吉田丸”加入了从中国大陆运输兵力和物资以增援哈马黑拉岛守备队的重要运输船团——竹一船团。在船团中，“第一吉田丸”负责运输第32师团步兵第210联队主力等约3500人。然而，同年4月26日上午3时45分，在从上海前往中途停靠地马尼拉的航行中，本船在吕宋岛附近（北纬18度06分，东经119度40分）遭到美国海军潜艇“鲣鱼”号发动袭击，在命中两枚鱼雷后不久就沉没了。随船步兵第210联队，自联队长小池安正大佐以下2586人阵亡。根据大内健二的统计，包括船员和船舶炮兵在内，死亡人数达2651人，在太平洋战争中日本运输船损失人数排名第9。

## 脚注

### 引注
1. 1 2 3 4 5 6 7 8 9 10 11 12 13 14 15 16  運輸通信省海運総局 (1943)，第369頁，内地在籍船の部.
2. ↑  松井邦夫 (2006)，第80頁.
3. ↑  松井邦夫 (2006)，第115頁.
4. ↑  浅野造船所 (1935)，第34-35頁.
5. ↑  松井邦夫 (2006)，第133、138-139頁.
6. ↑  浅野造船所 (1935)，第91-92頁.
7. ↑  松井邦夫 (2006)，第72、80頁.
8. ↑  Cressman (1999).
9. 1 2  陸軍運輸部残務整理部 (1948)，第21頁.
10. ↑  Blair (2001)，第623頁.
11. ↑  防衛庁防衛研修所戦史室 (1974)，第354-356頁，西部カロリン及び豪北方面陸軍兵力展開状況.
12. ↑  防衛庁防衛研修所戦史室 (1972)，第401頁.
13. ↑  Wise & Baron (2003)，第211頁.
14. ↑  大内健二 (2004)，第339頁.